# 21860 Joannaguy
21860 Joannaguy este un asteroid din centura principală de asteroizi.

## Descriere
21860 Joannaguy este un asteroid din centura principală de asteroizi. A fost descoperit pe 10 octombrie 1999 la Socorro, New Mexico, în cadrul proiectului LINEAR. Asteroidul prezintă o orbită caracterizată de o semiaxă mare de 2,69 ua, o excentricitate de 0,03 și o înclinație de 3,3° în raport cu ecliptica.